# Miroslav Tichý
Miroslav Tichý (20 de noviembre de 1926 - 12 de abril de 2011) fue un fotógrafo checo opuesto a los planteamientos artísticos de la doctrina artística socialista.

## Biografía
Tichý nació en la aldea de Nětčice, en la región de Moravia, como hijo único del sastre Antonin Tichý, y pasó su infancia en Kyjov hasta que, tras la Segunda Guerra Mundial, comenzó a estudiar en la Escuela de Bellas Artes de Praga, donde además de demostrar grandes cualidades para la pintura y el dibujo, se interesó por la fotografía. Abandonó sus estudios oficiales en esta institución en 1948, cuando por instrucción de las autoridades cambiaron las modelos que posaban para los estudiantes por obreros vestidos con traje de faena. Se convirtió durante décadas en un vagabundo e indigente, considerado por la policía de Checoslovaquia como un enfermo mental, pasando por numerosos psiquiátricos y prisiones. Tras dedicar sus esfuerzos a la pintura, ser desalojado de su casa y haber perdido su obra, en la década de 1960 se construyó con materiales de desecho una cámara fotográfica, dedicándose desde entonces a realizar retratos de mujeres que luego revelaba de manera descuidada y sobre los más variados materiales. En la década de 2000 fue descubierto por el crítico de arte contemporáneo, Harald Szeemann, quien organizó su exposición en la Bienal de Arte Contemporáneo de Sevilla en 2004, no obstante ya había realizado en 1990 una exposición en la Die Blaue Kunsthalle DuMont de Colonia. A partir de ese momento gozó de gran prestigio y sus trabajos recorrieron las salas de Madrid, Palma de Mallorca, París (Centro Pompidou) y Nueva York (International Center of Photography).